# إريك نونيز
إريك نونيز (بالإنجليزية: Eric Nunez)‏ مواليد 9 أبريل 1982 في سانت بطرسبرغ، فلوريدا، الولايات المتحدة، هو لاعب كرة مضرب أمريكي بدأ مسيرته كمحترف سنة 2000 يلعب باليد اليمنى. أعلى تصنيف له في الفردي كان المركز الـ 199 في سنة 2006. أعلى تصنيف له في الزوجي كان المركز الـ 178 في سنة 2006.

## روابط خارجية
- إريك نونيز على موقع رابطة محترفي التنس (الإنجليزية)
- إريك نونيز على موقع الاتحاد الدولي لكرة المضرب (الإنجليزية)
- إريك نونيز على موقع خلاصة التنس.كوم (الإنجليزية)